# يوري بوبوف
يوري بوبوف (بالروسية: Попов, Юрий Александрович)‏ (و. 1936 – 2016 م) هو إحاثي، وأستاذ جامعي، وعالم حشرات، من روسيا، ولد في موسكو، توفي في لوبنيا، عن عمر يناهز 80 عاماً.

## التعليم
تعلم في جامعة موسكو الحكومية.